# Mildred Okwo
Mildred Okwo est une réalisatrice et productrice nigériane.

## Biographie
Elle étudie l'art théâtral à l'Université du Bénin. Elle est aussi juriste de formation, et vit aux États-Unis,  à Los Angeles, durant plusieurs années. Elle y pratique le droit, notamment pour l'industrie du divertissement. Elle revient au Nigeria en 2005-2006,.
Réalisatrice de plusieurs films à Nollywood dans les années 2000 et 2010,, dont 30 Days, écrit, coproduit et réalisé, avec Joke Silva dans la distribution, elle est nommée dans la catégorie du meilleur réalisateur à la 4e Africa Movie Academy Awards, en 2008. Elle fonde la société de production Audrey-Silva (The Audrey-Silva Company ou TASC), ce nom étant composé de celui de deux de ses icônes féminines, l'Anglaise Audrey Hepburn et la Nigériane Joke Silva. En 2012, elle met en scène le film The Meeting, avec Rita Dominic et Femi Jacobs, qui gagne plusieurs prix, dont le Nigeria Entertainment Awards, l'Africa Movie Academy Awards et le prix des films de Nollywood,.
Aux côtés de onze autres praticiens de Nollywood, désireuse de faire reconnaître l'industrie du divertissement au Nigeria, elle fonde aussi le Nigerian Oscars Sélection Committee (NOSC). Ce comité a été approuvé par l'Academy of Motion Picture Arts and Sciences (AMPAS), ouvrant la voie à la sélection de films nigérians pour concourir dans la catégorie du meilleur film en langue étrangère, lors de la cérémonie américaine des Oscars,.

## Filmographie (sélection)
- 2006 : 30 Days
- 2012 : The Meeting
- 2016 : Suru L'ere

## Séries télévisées
- "The Bank"[8]